# Maggie Nelson
Maggie Nelson (nascida em 12 de março de 1973), é uma escritora americana. O registo híbrido e fragmentado do seu trabalho, que combina crítica, ensaio pessoal e autobiografia, abrange as diversas áreas de interesse de Nelson: arte, violência contra a mulher, estética, filosofia, estudos queer e feminismo.

## Biografia
Nasceu em 1973 em San Francisco na California, foi a segunda filha do casal Bruce e Barbara Nelson que se divorciou quando ela tinha oito anos, o que fez com que a família estivesse se mudando constantemente. Já admitiu em entrevistas que sempre foi “dura” com a mãe ao escrever sobre ela, inclusive pelo fato de ter deixado o pai por outro homem alguns anos antes da morte do pai, aos 40 anos.
Sua irmã mais velha, Emily, era rebelde, fez um aborto no início da adolescência, tomava ácido, assistia filmes snuff e roubava o carro da mãe. Na maior parte do tempo, Maggie “tirava boas notas e passava despercebida”, mas tinha ataques de pânico quando pensava sobre a morte, e quando adolescente “gostava de tomar banho no escuro com moedas colocadas sobre os olhos”.
Aos 12 anos, venceu um concurso de poesia realizado sob os augúrios de sua banda favorita, The Cure: o dela era “um poema terrível”, uma imitação grosseira da letra do álbum The Top, mas suas palavras foram reimpressas em preto e o panfleto enviado a ela. “Eu li que Robert Smith adorava o chá Earl Grey e os romances de Patrick White, então passei por uma fase de beber chá Earl Grey e ler Patrick White. Em Haight Ashbury. Foi uma época estranha.”
Tendo visitado Nova York algumas vezes quando era adolescente, ela saiu de casa aos 17 anos para estudar na Wesleyan University em Connecticut, a uma hora e meia da cidade. Lá, ela teve aulas de escrita com Annie Dillard, ganhadora do prêmio Pulitzer, e encontrou pela primeira vez a “carismática e franca” Eileen Myles, que em 1991 – em um ato que era em parte uma façanha performática, em parte um protesto – estava concorrendo à presidência da república, como a primeira candidata “abertamente mulher” (também abertamente gay); a faculdade de Nelson foi uma de suas paradas durante a campanha eleitoral.
Ao terminar a faculdade, Nelson se mudou definitivamente para Nova York. Ela participou de muitos dos workshops que Myles ministrava em sua casa no East Village, teve contato com diversos artistas e considera isso o equivalente a fazer um mestrado em artes plásticas. Ela conseguiu inúmeros empregos em bares e restaurantes, e se tornou parte de uma cena de poesia punk de vanguarda, DIY, envolvendo a pequena Soft Skull Press indie – e lia poesia antes dos shows de rock.
Em 1998, iniciou um curso de pós-graduação na City University of New York. Foi aqui que ela começou a trabalhar no projeto que se tornaria seu primeiro livro, Women, the New York School, and Other True Abstractions, de 2007. Publicou livros de poesia, mas percebeu que a poesia “nunca foi o repositório certo para o que eu queria fazer”. Ela também deu continuidade ao projeto que trabalhava há oito anos, Jane: A Murder, publicado em 2005.
Recebeu algumas bolsas de apoio à literatura: da Creative Capital em 2013, a National Endowment for the Arts Fellowship em 2011, a Bolsa Guggenheim em 2010 e um auxílio para escrita sobre arte concedido em 2007 pela Fundação Andy Warhol. Argonautas foi vencedor do National Book Critics Circle Award em 2015 e escolhido como um dos livros do ano pelo The New York Times'.
Atualmente, é professora e investigadora na Escola de Estudos Críticos do Instituto de Artes da Califórnia. Doutorou-se em Literatura Inglesa no Centro de Pós-Graduação da Universidade da Cidade de Nova Iorque, tendo recebido nos últimos anos várias bolsas de criação literária. Nelson é casada com o artista plástico Harry Dodge, que se reconhece pela identidade de gênero fluída. Eles moram com os dois filhos em Los Angeles .

## Obras

### Não ficção
- Women, the New York School, and Other True Abstractions, University Of Iowa Press, 2007
- The Red Parts, Graywolf Press, 2007
- The Argonauts, Graywolf Press, 2015
- On Freedom: Four Songs of Care and Constraint, Graywolf Press, 2021
- Like Love: Essays and Conversations, Graywolf Press, 2024

### Poesias
- Shiner, Hanging Loose Press, 2001
- The Latest Winter, Hanging Loose Press, 2003
- Jane: A Murder, Soft Skull, 2005
- Something Bright, Then Holes, Soft Skull, 2007
- Bluets, Wave Books, 2009[5]

### Traduções para o português
- Argonautas, Autêntica, 2017[6]
- Sobre a liberdade: Quatro canções sobre cuidado e repressão, Companhia das Letras, 2022[7]